# Chen Lijun
Chen Lijun (chiń. 谌利军; ur. 8 lutego 1993) – chiński sztangista.
Dwukrotny olimpijczyk (2016, 2020), złoty medalista olimpijski (2020), czterokrotny mistrz świata (2013, 2015, 2018–2019), srebrny medalista igrzysk azjatyckich (2014) oraz dwukrotny mistrz Azji (2019–2020) w podnoszeniu ciężarów. Startował w wadze koguciej, a obecnie w wadze piórkowej.

## Osiągnięcia

### Letnie igrzyska olimpijskie
- Tokio 2020 –  złoty medal (waga piórkowa)

### Mistrzostwa świata
- Wrocław 2013 –  złoty medal (waga kogucia)
- Houston 2015 –  złoty medal (waga kogucia)
- Aszchabad 2018 –  złoty medal (waga piórkowa)
- Pattaya 2019 –  złoty medal (waga piórkowa)

### Igrzyska azjatyckie
- Inczon 2014 –  srebrny medal (waga kogucia)

### Mistrzostwa Azji
- Ningbo 2019 –  złoty medal (waga piórkowa)
- Taszkent 2020 –  złoty medal (waga piórkowa)

### Rekordy świata
- Houston 2015 – 183 kg w podrzucie (waga kogucia)
- Houston 2015 – 333 kg w dwuboju (waga kogucia)
- Aszchabad 2018 – 332 kg w dwuboju (waga piórkowa)
- Ningbo 2019 – 185 kg w podrzucie (waga piórkowa)
- Ningbo 2019 – 339 kg w dwuboju (waga piórkowa)
- Pattaya 2019 – 187 kg w podrzucie (waga piórkowa)